# Chris Johnson (beisbolista)
Christopher Dalton Johnson (nacido el 1 de octubre de 1984) es un ex tercera base y primera base estadounidense de béisbol profesional que jugó en las Grandes Ligas con los Houston Astros, Arizona Diamondbacks, Atlanta Braves, Cleveland Indians y Miami Marlins. Actualmente es entrenador de bateo de los Charlotte Knights de las ligas menores.

## Carrera profesional
Johnson fue seleccionado en la ronda número 37 por los Medias Rojas de Boston en el draft 2003, pero él optó por asistir a la universidad. Estudió en la Universidad de Stetson, donde lideró a los Hatters a los campeonatos del Atlantic Sun Tournament en 2005 y 2006. En 2005, fue nombrado el mejor jugador de primer año de la A-Sun. posteriormente, fue seleccionado por los Astros de Houston en la cuarta ronda del draft de 2006.

### Houston Astros
Johnson fue llamado a las Grandes Ligas por primera vez el 7 de septiembre de 2009 y debutó dos días después.
En la temporada 2010 bateó para promedio de .308 con 105 hits, 22 dobles, 11 jonrones y 52 carreras impulsadas en 341 turnos al bate.

### Arizona Diamondbacks
Johnson fue traspasado a los Diamondbacks de Arizona el 29 de julio de 2012 a cambio de Bobby Borchering y Marc Krauss. En su primer partido con los Diamondbacks bateó un grand slam, convirtiéndose en el primer jugador que conecta un grand slam en su primer juego con este equipo.
Después de calificar como un Super Two, dándole un año adicional de elegibilidad de arbitraje, Johnson firmó un contrato de un año y $2,287,500 con los Diamondbacks para la temporada 2013.

### Atlanta Braves
Después de la temporada 2012, los Cascabeles cambiaron a Johnson y Justin Upton a los Bravos de Atlanta a cambio de Martín Prado, Randall Delgado, Nick Ahmed, Zeke Spruill y Brandon Drury. Disfrutó de una gran temporada, bateando .321 con 12 jonrones y 68 carreras impulsadas. En la carrera de bateo de la Liga Nacional, Johnson finalizó segundo detrás de Michael Cuddyer.
El 2 de mayo de 2014, Johnson firmó una extensión de tres años por valor de $23,5 millones. El acuerdo incluyó una opción del equipo por valor de $10 millones. Su desempeño en 2014 fue menor al del año pasado, pues intentó batear con mayor poder. Estableció una marca personal en ponches y disminuyó la cantidad de bases por bolas recibidas.
Su declive continuó en 2015, y fue sustituido como tercera base titular por Juan Uribe, quien había sido firmado durante la temporada. Desempeñó un rol de reserva, apareciendo como titular sólo ante lanzadores zurdos. Con la lesión en la muñeca que sufrió Freddie Freeman, Johnson participó ocasionalmente como primera base, pero aun así su tiempo de juego disminuyó, por lo que mostró interés en ser transferido antes de finalizar el período de transferencias para ganar más tiempo de juego. Sin embargo, Uribe fue el jugador transferido, por lo que al regresar Freeman de la lista de lesionados, Johnson retomó la posición de tercera base.

### Cleveland Indians
El 7 de agosto de 2015 Johnson fue transferido a los Indios de Cleveland a cambio de Nick Swisher, Michael Bourn y dinero en efectivo. Bateó para promedio de .289 en 93 turnos al bate con los Indios, pero fue puesto en asignación el 17 de diciembre de 2015 debido a la adquisición de Mike Napoli y del jardinero Rajai Davis.

### Miami Marlins
El 13 de enero de 2016, Johnson firmó un acuerdo por una temporada con los Marlins de Miami. Usado primordialmente como primera base, registró un bajo promedio de .222 con solo cinco jonrones y 24 impulsadas.

### Baltimore Orioles
El 13 de febrero de 2017, Johnson firmó un acuerdo de ligas menores con los Orioles de Baltimore que incluyó una invitación a los entrenamientos primaverales.

### Chicago White Sox
El 24 de enero de 2019, Johnson firmó un contrato de ligas menores con los Medias Blancas de Chicago.
En 2021, Johnson debutó como entrenador de bateo con los Charlotte Knights de Clase AAA, equipo filial de los Medias Blancas de Chicago.